# フェラーリ・637

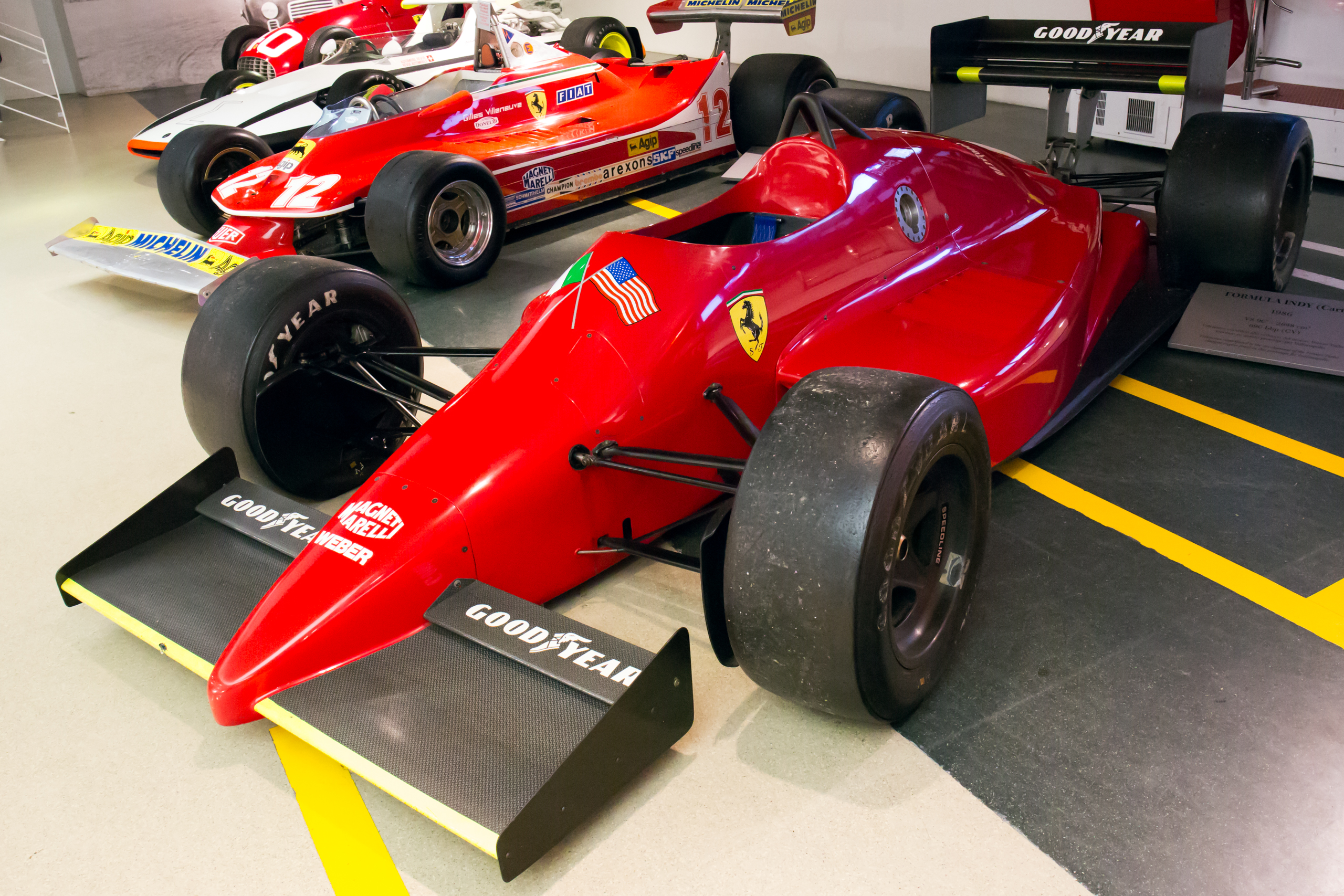
フェラーリ・637

フェラーリ・637（Ferrari 637）は、1986年にスクーデリア・フェラーリがチャンプカー・ワールド・シリーズ（CART）参戦用に開発したオープンホイールカー。実戦投入はされていない。

## 沿革

### 背景
この車が開発された背景には、1980年代後半にフォーミュラ1（F1）におけるエンジン規定を巡り、フェラーリと国際自動車スポーツ連盟（FISA）との間で起こったいざこざがある。
当時F1のエンジン規定は「自然吸気エンジンは排気量最大3,000cc、過給器付きエンジンは排気量最大1,500cc」となっており、実際にはターボを搭載した1.5リッターエンジンがグリッドの大半を占めていた。また複数の自動車メーカーによりワークスエンジンが投入され開発競争が激化した結果、1985年当時で既にエンジン出力が決勝で約1,000馬力、予選では約1,500馬力に達していたと言われた。これに対し、あまりに強大なエンジンパワーを危惧したFISA側が主導する形でエンジン規定を見直す動きが出始めたのだが、問題はその内容にあった。
FISAでは、当初新規定の案を「自然吸気のV型8気筒エンジンに限る」とし、また1987年シーズンから同規定を適用するとしていたが、伝統のV型12気筒エンジンに強いこだわりを持つフェラーリはこれに猛反発。「新エンジン規定が強行されるなら、フェラーリはF1から撤退する」との意向を表明し、その意向がブラフではないことを示すため、伝統のインディ500などをシリーズ内に抱え、当時オープンホイールシリーズとしてはF1に次ぐ規模を誇ったCARTに参戦するためのマシンを実際に開発・製造することになった。

### 提携
フェラーリは、CARTで優勝争いができる体制を本気で構築するため、まずは既存のCARTチームと提携しそのノウハウを学ぶ方針を取った。
情報収集のため、当時スクーデリア・フェラーリのレースディレクターだったマルコ・ピッチニーニをアメリカに派遣し、複数のチームと交渉を行った結果、提携相手には当時ボビー・レイホールが率いていた「トゥルースポーツ（Truesports）」が選ばれた。トゥルースポーツが選ばれた決め手は、当時F1でフェラーリにタイヤを供給し、CARTでもワンメイクタイヤのサプライヤーだったグッドイヤーからの推薦だったという。
提携成立後は、同チームの持つマーチ・85Cを用いた基礎データ収集が進められた。本格参戦時には、トゥルースポーツがフェラーリのワークス・チームとして活動する予定だった。

### 開発
イタリア・マラネロのフェラーリ本拠地でも、マシン開発の体制が着々と整えられた。
デザイナーには当時若手デザイナーの一人だったグスタフ・ブルナーが起用され、前述の通りトゥルースポーツとの提携により得られたデータを元にデザインが進められたほか、ブルナー自身も何度か渡米し、インディ500など実際のレースを視察。他にもハーベイ・ポスルスウェイトなどのエンジニアがプロジェクトに参画していた。
エンジンは、当時のCARTのレギュレーションが「2.65リッターのV型8気筒ターボエンジン」と定められていたため、当時フェラーリと同じフィアットグループだったランチアが走らせていたランチア・LC2の2.6リッターエンジン（元々はフェラーリ・308に搭載されていたものをアバルトがチューンしているため、広い意味ではこれもフェラーリエンジンと言える）を転用。当時CARTが採用していたメタノール燃料への対応などを行い、約700馬力を発揮していたと言われる。

### テストと終焉
こうして開発が進められたマシンは、1986年9月にフェラーリのテストコースであるフィオラノサーキットでマスコミ向けにお披露目され、当時フェラーリに所属していたミケーレ・アルボレートのドライブで実際に走行。テストでは快調な走りを見せ、フェラーリのF1撤退・CART転向が決して口先だけではないところを改めて示した。
これに慌てたのがFISA。フェラーリの撤退をなんとしても阻止すべく、FISAは「新エンジン規定施行の2年延期（つまり1989年からとなる）」「エンジン規定自体の内容も再検討する」という意向を表明した（実際、最終的に新規定ではV12エンジンも参戦可能になった）。これを受けてフェラーリでは本プロジェクトを中止しF1への参戦を継続することを決め、結局637は一度も実戦を経験することなくお蔵入りすることになった。